# Corindia collessi
Corindia collessi är en tvåvingeart som beskrevs av Daniel J. Bickel 1986. Corindia collessi ingår i släktet Corindia och familjen styltflugor. Inga underarter finns listade i Catalogue of Life.